# 阿提克斯·芬奇
阿提克斯·芬奇（英語：Atticus Finch）是一名在《梅岡城故事》和《守望者》中的一個虛構人物。由哈波·李根據他的父親艾瑪薩·李所建立，阿提克斯是珍·路易斯·“絲考特”·芬奇和傑姆·阿提克斯·“傑姆”·芬奇的父親，也是梅岡城中的一個律師。